# گیرانی
گیرانی (به لاتین: Gerani) یک منطقهٔ مسکونی در قبرس است که در ناحیه فاماگوستا واقع شده‌است.

## خصوصیات
گیرانی ۱۴۲ نفر جمعیت دارد.